# Joliet (Illinois)
Joliet – miasto w Stanach Zjednoczonych, w stanie Illinois, w hrabstwie Will, nad rzeką Des Plaines. Z populacją 150,5 tys. mieszkańców, jest trzecim co do wielkości miastem obszaru metropolitalnego Chicago i stanu Illinois. Znajduje się około 60 km na południowy–zachód od Chicago. 
W mieście rozwinął się przemysł samochodowy, metalowy, chemiczny, papierniczy, elektrotechniczny, spożywczy oraz rafineryjny.
W mieście Joliet znajduje się lotnisko Joliet.
7,8% mieszkańców deklaruje polskie pochodzenie.

## Ludność
Według danych pięcioletnich z 2022 roku, 44,3% mieszkańców stanowili biali niebędący Latynosami, 33,5% identyfikowało się jako Latynosi, 17,1% czarni lub Afroamerykanie, 10,1% było rasy mieszanej, 2% miało pochodzenie azjatyckie, 0,7% to rdzenni Amerykanie i 0,02% pochodziło wysp Pacyfiku. 14,7% mieszkańców urodziło się poza granicami Stanów Zjednoczonych. 

## Urodzeni w Joliet
- Mercedes McCambridge (1916–2004) – aktorka, laureatka Oscara
- George Mikan (1924–2005) – amerykański koszykarz
- Nick Offerman (ur. 1970) – aktor
- Janina Gavankar – amerykańska aktorka i muzyczka
- Jimmy Chamberlin (ur. 1964) – perkusista
- Nora Bayes (1880–1928) – piosenkarka polskiego pochodzenia, znana na arenie międzynarodowej
- Lynne Thigpen (1948–2003) – aktorka
- Lester Frank Ward (1841–1913) – botanik, paleontolog i socjolog
- Da Brat (ur. 1974) – raperka
- Robert Todd Carroll (1945–2016) – pisarz i filozof ateistyczny
- Robert Novak (1931–2009) – felietonista, dziennikarz i konserwatywny komentator polityczny